# 사택왕후
사택왕후(沙宅王后, ?~655년)은 무왕의 정비로 백제의 좌평 사택적덕(沙宅積德)의 딸이다. 2009년 전라도 익산의 미륵사지 석탑 내부에서 발견된 금제사리봉안기에 따르면 639년에 미륵사를 창건한 것으로 기록돼 있다.

## 논란

### 서동요 논란
사료가 거의 남아있지 않은 한국 고대사에서 정확한 실상을 파악하기란 어렵다. 고려 시대의 승려 일연이 편찬한 《삼국유사》에 따르면 무왕의 비는 선화공주로 기록되어 있다. 《삼국유사》는 선화공주를 진평왕의 막내딸이라고 하였고 서동요 설화도 일연의 삼국유사를 기반으로 하고 있다. 재야사학자 박영규는 그녀를 법왕의 딸이라고 주장하였다. 기존에는 삼국유사를 기반으로 미륵사 창건이 선화공주가 중심이 됐다는 설이 지배적이었다.
그러나 2009년 1월 전라도 익산의 미륵사지 석탑 해체 중 발견된 금제사리봉안기의 기록에 따르면 무왕의 왕비는 사택적덕의 딸인 사택왕후라고 명시돼 있다. 또한 그녀가 미륵사를 창건하도록 했다고 기록되어 있다. 이에 《삼국유사》에서 선화공주를 무왕의 비로 기록한 부분의 사실 여부가 논란이 되고 있다. 금제사리봉안기의 발견에도 불구하고 역사학계 일각에서는 당대 왕들은 일반적으로 2명의 왕비를 두고 있었다는 것을 염두에 둘 때, 설화적 요소가 더해졌을 지라도 섣부른 결론을 지양해야 한다는 주장을 펼치고 있다.

### 휘 논란
《금제사리봉안기》에 있는 문장 중 논란이 되는 부분으로, 我百濟王后佐平沙宅積德女種善이 있다. 이 문장의 해석은 두 가지가 제기되어 있는데, 휘가 적혀있다는 주장과 그렇지 않다는 주장이다.
손환일 경기대 연구교수는
| “ | 나(我) 왕후(百濟王后)인 좌평(佐平) 사택적덕(沙宅積德)의 딸(女) 종선(種善)… | ” |

으로 해석하여 사택왕후의 휘가 종선(種善)이라고 주장하였다.
그러나 김상현 동국대 교수는, 위 문장의 바로 뒤에 나오는 因於曠劫을 함께 해석하여
| “ | 나(我) 왕후(百濟王后)인 좌평(佐平) 사택적덕(沙宅積德)의 딸(女)은 오랜 세월(曠劫) 동안 선인(善因)을 심어(種)…' | ” |

라고 주장하였다. 이러한 경우, 사택왕후의 휘와는 아무런 연관이 없게 된다.

## 가계
- 아버지 : 사택적덕(沙宅積德)
- 어머니 : 미상(未詳)
  - 남편 : 무왕(武王, 580?~641 재위:600~641)
    - 아들 : 부여교기.

## 사택왕후가 등장하는 작품
- 《삼국기》(KBS, 1992년~1993년 배우:안영주
- 《계백》(MBC, 2011년~2011년 배우:오연수

## 같이 보기
- 미륵사지 석탑
- 무왕
- 사택적덕